# Tunnel Hill (Géorgie)
Pour les articles homonymes, voir Tunnel Hill.
Tunnel Hill est une ville américaine située dans le comté de Whitfield, en Géorgie. Selon le recensement de 2020, sa population est de 963 habitants.